# Camdenton
Camdenton är administrativ huvudort i Camden County i Missouri. Orten grundades år 1931.